# Drepanopsis frigidus
Drepanopsis frigidus är en kräftdjursart som beskrevs av Wolfenden 1911. Drepanopsis frigidus ingår i släktet Drepanopsis och familjen Clausocalanidae. Inga underarter finns listade i Catalogue of Life.